# 奥托·科德斯
奥托·科德斯（德語：Otto Cordes，1905年8月31日—1970年12月24日），德国男子水球运动员。他曾代表德国参加1928年和1932年夏季奥林匹克运动会水球比赛，获得一枚金牌和一枚银牌。